# Vistaprint
Vistaprint er en online leverandør af trykkerimaterialer og reklameprodukter, såvel som marketingservicer til mindre og mellemstore virksomheder og forbrugere. I den 26. årlige rangordning af branchens 101 mest fremstående trykkerier (GAM 101) er firmaet et af de 40 største (udregnet på indtægter) og den 4. hurtigst voksende trykkerivirksomhed i Nordamerika. Firmaet er også det sjette største aktieselskab (udregnet på markedsandelen).
Vistaprints totale omsætning er i regnskabsåret, der sluttede den 30. juni 2001, vokset fra 6,1 millioner dollars til 400,7 millioner. I henhold til en undersøgelse på compete.com, havde Vistaprint.com domænet 7.556.490 besøg i juni måned 2008.

## Virksomhed
Vistaprint, beliggende i Hamilton, Bermuda, har over 1.600 ansatte på deres kontorer og printfaciliteter over hele kloden. Virksomhedens kontorer i USA ligger i Lexington, Massachusetts, mens de europæiske kontorer ligger i Barcelona. Virksomheden har to printfaciliteter, med en total overflade på 19.000m2 (200.000 engelske kvadratfod), beliggende i Windsor, Canada og Venlo i Holland. Vistaprint bruger patenteret teknologi til at tilføje og printe et stort antal af specialdesignede ordrer i deres automatiske produktionsfaciliteter i Nordamerika og Europa. Denne teknologi gør det muligt for Vistaprint dagligt at printe et gennemsnit på 44.000 ordre.
Ordrer fra kunder i Nordamerika printes i virksomhedens anlæg i Windsor, Ontario.
Ordre fra Europa og Asien/Stillehavsområdet fabrikeres af Vistaprint B.V. i Venlo, Holland.
Virksomhedens kundeservicecenter, Vistaprint Jamaica Limited, har hovedkvarter i Montego Bay, Jamaica, og har huset de ansatte siden dørene åbnede i november 2003.

## Historie
Vistaprint blev grundlagt af den nuværende direktør og CEO (koncerndirektør) Robert Keane i Paris, Frankrig i 1995, umiddelbart efter hans dimission fra INSEAD Business School. Keane var interesseret i at lukke hvad han anså for at være et hul i trykkeriindustri markedet med hensyn til små og mellemstore virksomheder, og udviklede en plan mens han læste. Fordi traditionelle trykkerier ofte kun indtog ordrer i tusindvis, hvilket mange mindre virksomheder ikke havde råd til, fandt Keane et potentielt område, han kunne styrke med hurtig printning i høj kvalitet. Tretten år senere er det hul blevet anerkendt af en række forhandlere, inklusive Staples og OfficeMax, men Vistaprint er fortsat en af de ledende leverandører.
Ved brug af teknologi, der grupperer lignende ordre i den samme store gruppe, producerer Vistaprint et stort antal af ordre på kort tid. Dette gør det muligt for kunder at bestille små mængder, f.eks. helt ned til ti, i stedet for tusindvis. Ved brug af internettet, tilbydes grafisk design i det online designstudie. Enhver kan designe et produkt og bestille via hjemmesiden. Disse processer og fabrikationsmetoder er blevet inkorporeret i hele virksomhedens produktlinje.

## Vistaprint proces
Vistaprint har påført principperne for masseproduktion på printning. Vistaprint bruger pressere og processer fra industriprintning til hurtig kommerciel printning, og opnår samtidig enhedspriser tæt på priserne for industriprintning. Ved brug af egne teknologier, har Vistaprint formået at skifte den konventionelle kost-volumen kurve, så den relative hurtige produktion stadig er relativ billig. Dette er en kæmpe konkurrencedygtig fordel, hvoraf mange af processens aspekter er patenterede.
Vistaprint bruger selvbetjenings design, korrektur læsning og bestilling via hjemmesiden og overvåget printning, beskæring, pakning og afsendelse. Nøgleaspekterne i processen er system integration, akkumulering, standardisering og automatisering.
Vistaprints ejerskabs-processer involverer flere softwarekomponenter, og administrationen af flere produktionskomponenter i en start-til-slut produktionsarbejdsstrøm fra ”klik til send”. Vistaprint er vertikalt integreret med to store produktionsfaciliteter, en i Windsor, Ontario, der producerer til Nordamerika, og en i Venlo, Holland, der producerer til Europa. Dette gør det muligt for virksomheden fuldt ud at kontrollere hele produktionsprocessen, og samtidig investerer i de mest effektive pressere (som f.eks. MAN Roland 700) og teknologier som en del af dets print samlebånd.
Vistaprint behandler tusindvis af ordrer fra mange kunder over hele verden via deres hjemmeside. På grund af dette høje antal af ordrer, er der en betydelig ensartethed. Bestillinger kan printes ved brug af en kompleks formular blandt andet baseret på faktorer såsom jobtype, papirtype, mængde, overflade (hvis nogen) og leveringsdato.
Vistaprint minimere brugervalgte muligheder typiske indenfor den kommercielle printverden når det kommer til små mængder. De printer standard printmaterialer, såsom visitkort eller postkort. Indenfor hver kategori, understøttes en særlig størrelse, papirtype og blæk farver. Dette resulterer i et større antal at lignende bestillinger, som kan samles sammen. Det betyder også en hurtigere overgang, fordi der er mindre behov for at skifte papir eller blæk mellem printningen af forskellige bestillinger.
Vistaprint bruger computer integreret fabrikationsteknikker for at minimere den menneskelige indblanding og arbejdsomkostninger. Ved brug af browser-baseret skrivebords publikations miljø, agerer kunden som sin egen designer og korrekturlæser. Ordre sendes til print uden intervention. Via kapital investering i det nyeste udstyr (til print, beskæring, indpakning og afsendelse) kan hele printprocessen nu kontrolleres af computere/software. Print foretages i et enkelt tryk på automatiske, høj volumen, storformat professionelle kvalitets presser. Når produkterne er printet, beskæres de ved brug af en datamatiseret robot-skærer, samles, pakkes og adresseres ved brug af software drevne processer, som er Vistaprints egne, og afsendes derefter til kunden.
I en form for masse-specialdesign bruges så lidt som 60 sekunder på produktionsarbejde på hver ordre mod en time eller mere for mere traditionelle trykkerier, hvilket giver Vistaprint mulighed for at printe ordrer hurtigere og billigere end traditionelle trykkerier. Deres strategi er hurtigt at kunne producere de ordrer i små mængder, som konventionelle større trykkerier udelukker.
På grundt af de lave arbejds- og produktionsomkostninger, opnår Vistaprint lave enhedsomkostninger, hvilket gør det muligt at betjene mindre kunder. Processen har også meget små marginale omkostninger for både forøgelse af mængder (500 visitkort i stedet for 250) og forøgelse af ordrer (endnu en bestilling på visitkort, eller et sæt adresselabels). Fundamentet for at Vistaprint kan tilbyde gratis visitkort, langtids-kørende virale marketingskampagner, er at enhedsprisen på hvert visitkort bestilling er meget lille. Det betyder også at processen bliver mere rentabel når kunderne opgradere mængder, eller tilføjer endnu et produkt. Vistaprints proces resulterer i en positiv cyklus, hvor større kundevolumen driver enhedspriserne ned, og lavere enhedspriser gør det muligt for virksomheden at tilbyde lavere priser for at tiltrække endnu flere kunder.

## Virksomhedsstruktur
I maj, 2008 ændrede virksomheden sin organisatoriske struktur til at bestå af to geografisk-fokuserede virksomhedsenheder, en i Nordamerika og en i Europa. Andelen i Nordamerika – Vistaprint North America – ledes af direktør Wendy Cebula, som tidligere var administrerende driftschef; og tidligere administrerende marketings chef Janet Holian blev forfremmet til direktør for Vistaprint Europa, og vil lede det Europæiske team fra Barcelona, Spanien.

## Links
- Vistaprint.com
- Vistaprint Denmark